# Avenue de l'Orée
L’avenue de l'Orée (en néerlandais : Zoomlaan) est une avenue de la Région de Bruxelles-Capitale, située dans la commune d'Ixelles, perpendiculaire à l'avenue Franklin Roosevelt et à proximité du bois de la Cambre et de l'Université libre de Bruxelles.
Elle relie le Square du Solbosch au Bois de la Cambre en passant par l'Avenue Franklin Roosevelt.

## Galerie

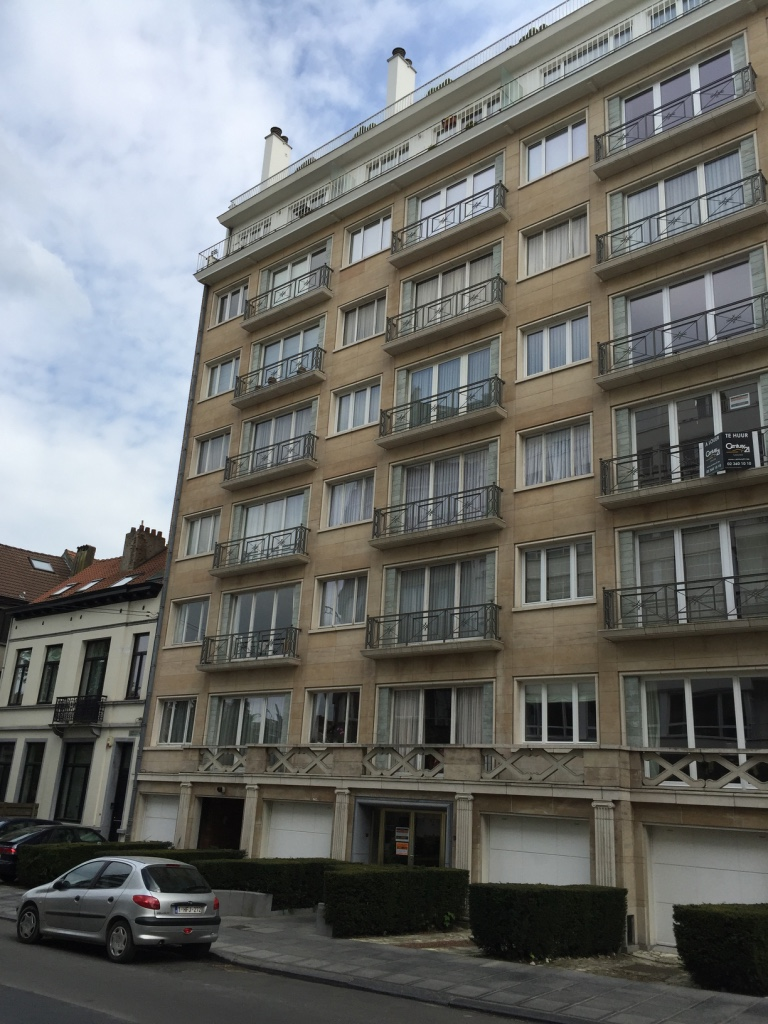
Partie sur Ixelles.
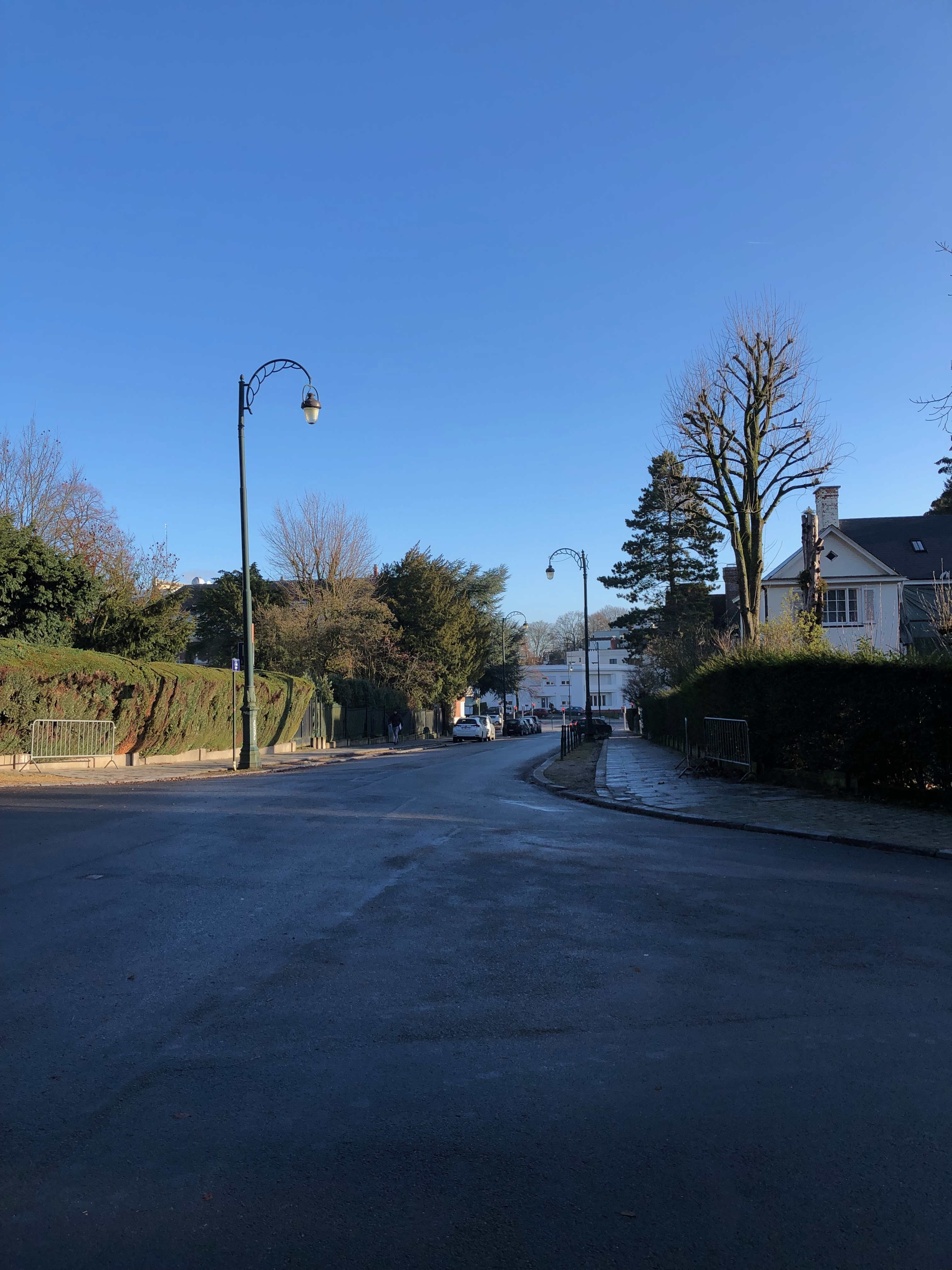
Partie sur Bruxelles.

## Ambassades et consulats
- Ambassade de l’État indépendant du Samoa